# Anna Márton
Anna Márton (née le 31 mars 1995 à Budapest) est une escrimeuse hongroise, pratiquant le sabre. Elle est numéro 1 mondiale lors de la saison 2016-2017.

## Carrière
Anna Márton commence l'escrime à neuf ans. En 2010, elle décroche le titre européen cadet puis obtient une médaille de bronze aux championnats du monde cadet. Elle rejoint l'équipe sénior nationale hongroise dès 2011 et participe aux championnats du monde à Catane.
Durant la saison 2013-2014, elle remporte les titres juniors européen à Jérusalem et mondial à Bakou.
Elle remporte la médaille de bronze en individuel lors des Championnats du monde d'escrime 2015 à Moscou en Russie.
Médaillée d'argent aux championnats d'Europe 2016 à Toruń, Márton est sélectionnée pour les Jeux olympiques de 2016 à Rio de Janeiro, elle ne franchit pas les huitièmes de finale.
En 2017, elle remporte une manche de coupe du monde à Athènes, puis l'année suivante à Orléans. Lors des championnats d'Europe 2019 à Düsseldorf, elle monte deux fois sur le podium d'abord en individuel pour la médaille de bronze puis pour une médaille d'argent pour l'épreuve par équipes.
Márton complète la sélection olympique hongroise pour les Jeux olympiques de 2020 à Tokyo, elle perd en quart de finale face à l'ouzbèke Zaynab Dayibekova puis cède la médaille de bronze à la française Manon Brunet. En 2023, elle remporte le titre mondial par équipes lors des championnats du monde à Milan.

## Palmarès
- Championnats du monde
  -  Médaille d'or par équipes en 2023 à Milan
  -  Médaille de bronze aux championnats du monde 2015 à Moscou

- Championnats d'Europe
  -  Médaille d'argent aux championnats d'Europe 2016 à Toruń
  -  Médaille d'argent par équipes en 2019 à Düsseldorf
  -  Médaille de bronze aux championnats d'Europe 2019 à Düsseldorf

## Classement en fin de saison
| Année | 2010 | 2011 | 2012 | 2013 | 2014 | 2015 | 2016 | 2017 | 2018 | 2019 | 2020 | 2021 | 2022 | 2023 | 2024 | 2025 |
| ----- | ---- | ---- | ---- | ---- | ---- | ---- | ---- | ---- | ---- | ---- | ---- | ---- | ---- | ---- | ---- | ---- |
| Sabre | 255  | 87   | 77   | 37   | 20   | 9    | 6    | 1    | 3    | 6    | 12   | 9    | -    | 12   | 28   |      |